# Hell's Kitchen Angel
Hell's Kitchen Angel es el segundo álbum de estudio del cantante estadounidense MAX, publicado el 8 de abril de 2016. a través de DCD2 Records y Crush Music. El álbum contiene diez temas, entre los que se incluyen el sencillo de 2015 «Gibberish» y el éxito inesperado «Lights Down Low», que llegó a ser número uno en la lista Adult Top 40 y obtuvo disco de platino de la Recording Industry Association of America (RIAA) por vender más de un millón de copias.

## Antecedentes y lanzamiento
El título del álbum es un «guiño al barrio de Manhattan donde MAX pasó su infancia», Hell's Kitchen. Se publicó a través del sello discográfico DCD2 Records de Pete Wentz, con quien el cantante había firmado un contrato el año anterior. El sonido del álbum está inspirado en su «aprecio por la mentalidad punk rock» y combina «su ágil voz de tenor con un innato sentido del pop soul». 

## Sencillos
«Gibberish» (con Hoodie Allen) se lanzó como primer sencillo del álbum el 23 de marzo de 2015.
«Wrong» (con Lil Uzi Vert) se lanzó como segundo sencillo del álbum el 18 de diciembre de 2015.
«Holla» se lanzó como tercer sencillo del álbum el 26 de febrero de 2016. El videoclip se publicó el día antes del lanzamiento de la canción.
«Basement Party» se lanzó como cuarto sencillo del álbum el 1 de abril de 2016. El vídeo oficial se publicó el 22 de junio de 2016.

## Canciones
Max lanzó el sencillo «Mug Shot» el 24 de febrero de 2014, que más tarde se incluyó en su segundo EP, «The Say Max EP», y en su álbum debut de estudio, NWL. Una versión remezclada, con la voz de la rapera estadounidense Sirah, se incluye en “Hell's Kitchen Angel”.
El 25 de marzo de 2015, se lanzó como sencillo de su tercer EP, “Ms. Anonymous”, la canción «Gibberish», con la colaboración del rapero estadounidense Hoodie Allen, junto con el videoclip. La canción está incluida en “Hell's Kitchen Angel”.
El 18 de diciembre de 2015, se lanzó «Wrong», con la colaboración del rapero estadounidense Lil Uzi Vert, de su cuarto EP, «Wrong». El videoclip se lanzó junto con la canción. La canción está incluida en “Hell's Kitchen Angel”.
«Lights Down Low» se lanzó originalmente como sencillo promocional del álbum el 11 de marzo de 2016. La canción se lanzó posteriormente como sencillo independiente el 14 de octubre de 2016, esta vez con la colaboración vocal del cantante estadounidense Gnash. Su vídeo oficial se publicó el día anterior.

## Lista de canciones
Standard edition
| N.º   | Título                         | Producer(s) | Duración |  |
| 1.    | «Hell's Kitchen Angel»         | Sinclair    | 3:43     |  |
| 2.    | «Gibberish» (con Hoodie Allen) | Jeberg      | 3:23     |  |
| 3.    | «Wrong» (con Lil Uzi Vert)     | Azeem       | 3:15     |  |
| 4.    | «Holla»                        | Ned Cameron | 3:02     |  |
| 5.    | «Lights Down Low»              | Motte       | 3:43     |  |
| 6.    | «10 Victoria's Secret Models»  | Stump       | 3:46     |  |
| 7.    | «Home»                         | Metzger     | 3:08     |  |
| 8.    | «Mug Shot» (con Sirah)         | Sinclair    | 2:54     |  |
| 9.    | «Basement Party»               | Axident     | 3:21     |  |
| 10.   | «Lost My Way»                  | Red Wine    | 3:23     |  |
| 33:38 |                                |             |          |  |

## Charts
| Chart (2018)                   | Peak position |
| ------------------------------ | ------------- |
| Estados Unidos (Billboard 200) | 154           |

## Historial de Lanzamiento
| Región | Fecha               | Formato(s)                      | Discográfica | Ref.   |
| ------ | ------------------- | ------------------------------- | ------------ | ------ |
| Varios | 8 de abril de 2016  | Descarga digital, streaming     | DCD2         | [ 13 ] |
| Japón  | 25 de julio de 2018 | Descarga digital, CD, streaming | DCD2         | [ 14 ] |